# Brachytarsina modesta
Brachytarsina modesta är en tvåvingeart som först beskrevs av Jobling 1934.  Brachytarsina modesta ingår i släktet Brachytarsina och familjen lusflugor. Inga underarter finns listade i Catalogue of Life.